# Josep Gonzalvo i Falcon
Josep Gonzalvo i Falcon, o Gonzalvo II (Mollet del Vallès, 16 de gener del 1920 – Barcelona, 30 de maig del 1978), fou un destacat jugador i entrenador de futbol català dels anys 40. Va ser internacional amb la selecció catalana i amb la selecció espanyola. Després de retirar-se com a futbolista, va ser entrenador del Futbol Club Barcelona, equip on va desenvolupar la major part de la seva carrera esportiva.

## Biografia
Josep Gonzalvo, conegut futbolísticament com a Gonzalvo II, era membre d'una brillant nissaga futbolística, juntament amb els seus germans Juli (Gonzalvo I) i Marià (Gonzalvo III), i pare de Jordi Gonzalvo Solà. Va jugar de defensa i mig. Defensà els colors del Ceuta, CE Sabadell, FC Barcelona, amb qui disputà 198 partits i va marcar 5 gols, i Reial Saragossa. Entre els seus títols més destacats com a futbolista guanyà tres lligues. Fou entrenador blaugrana el 1962-63 [4], amb qui guanyà la Copa d'Espanya. Va ser directiu del Barça amb Agustí Montal i Costa.
Fou vuit vegades internacional i disputà la fase final del Mundial de Brasil 1950, on va disputar cinc partits, contra Estats Units, Xile, Anglaterra, Uruguai i Brasil. Va morir a Barcelona l'any 1978. Els seus fills Jordi i Josep Maria han tingut una destacada carrera en el futbol català com a entrenadors i comentaristes en diversos mitjans de comunicació.

## Trajectòria esportiva
- CA Ceuta: 1941-43
- CE Sabadell FC: 1943-44
- FC Barcelona: 1944-50
- Reial Saragossa: 1950-desembre 1953

## Palmarès

### Jugador
- 3 Lligues espanyoles: 1945, 1948, 1949
- 1 Copa Llatina: 1949
- 1 Copa d'Or Argentina: 1945
- 1 Copa Eva Duarte: 1948

### Entrenador
- 1 Copa del Rei: 1963